# Маяковський сміється
«Маяковський сміється» (рос. «Маяковский смеётся») — радянський художній фільм, феєрична комедія за мотивами п'єси «Клоп» і сценарієм «Забудь про камін» Володимира Маяковського, знята режисерами Сергієм Юткевичем і Анатолієм Карановичем на кіностудії «Мосфільм» у 1975 році. Фільм-колаж з використанням хроніки і об'ємної мультиплікації (коментує відомий сценарист Олексій Каплер).

## Сюжет
Колишній робітник Іван Присипкін прагне до красивого життя. Наставником його на цьому шляху стає Олег Баян, що вже скуштував принади міщанського побуту. Для більшої милозвучності колишній Іван отримує нове ім'я — П'єр Скрипкін. Незабаром починається його форсоване залицяння за перукарською дочкою Ельзевірою Ренессанс, яке закінчується підготовкою до весілля.
Колишня наречена Івана, комсомолка Зоя Березкіна, дізнається про зраду свого нареченого і стріляється, не в силах перенести підлість коханої людини.
У будинку молодят, під час весільної пиятики, сталася пожежа, в якій згоріли всі гості, за винятком Присипкіна, який був облитий водою з пожежних шлангів та вмерз в крижину. Майбутнє покоління знаходить Присипкіна і вирішує воскресити вцілілий екземпляр представника минулої епохи.
В Інституті людських відроджень розділилися думки про подальшу долю розмороженого. Одні вчені пропонували знову заморозити його, щоб уникнути можливість зараження здорового суспільства шкідливими звичками колишніх днів. Інші говорили, що суспільство в стані перевиховати будь-якого, в кого є хоч крапля людського.
Втомленому Присипкіну сниться солодкий сон, що він був викрадений з будівлі інституту. Люди, які викрали його, привезли унікум, що зберігся, в одну з Західних країн. Там, хтось, зовні схожий на Олега Баяна робить з нього поп-ідола. Але недовгому щастю Присипкіна приходить кінець, коли обурений народ виходить на вулицю і проганяє господарів життя, що паразитують.

## У ролях
- Анатолій Переверзєв — Маяковський
- Леонід Бронєвой — Олег Баян
- Ія Саввіна — Зоя Березкіна
- Юрій Чернов — П'єр Скрипкін
- Михайло Глузський — професор
- Георгіос Совчіс — вусатий чоловік в гуртожитку
- Олександр Вігдоров — доктор/хлопець в гуртожитку
- Галина Волчек — мадам Ренесанс
- Наталія Гурзо — дівчина в гуртожитку
- Сергій Гурзо — хлопець в окулярах
- Людмила Велика —  Ельзівіра Ренесанс
- Наталія Защипіна

## Знімальна група
- Автори сценарію і режисери-постановники: Сергій Юткевич, Анатолій Каранович
- Оператор-постановник: Юрій Нейман
- Композитори: Володимир Дашкевич, Анатолій Кремер
- Художники-постановники:  Ніна Виноградова, Сергій Гаврилов, Микола Кошкін, Данило Менделевич, Віталій Пєсков